# Calonotos niger
Calonotos niger är en fjärilsart som beskrevs av M.Gaede 1926. Calonotos niger ingår i släktet Calonotos och familjen björnspinnare. Inga underarter finns listade i Catalogue of Life.